# Jaroslav Heyrovský
Jaroslav Heyrovský ( ? i  escolteu-ne la pronunciació en Txec) (Praga, Imperi Austrohongarès 1890 - Praga, Txecoslovàquia 1967) fou un químic, inventor i professor universitari txecoslovac guardonat amb el Premi Nobel de Química l'any 1959.

## Biografia
Va néixer el 20 de desembre de 1890 a la ciutat de Praga, ciutat que en aquells moments formava part de l'Imperi Austrohongarès però que avui dia és la capital de la República Txeca. Va iniciar els seus estudis de física, química i matemàtiques a la Universitat de Praga, trasllandant-se el 1910 a la Universitat de Londres, on es llicencià el 1913 sota la supervisió de William Ramsay.
Durant la Primera Guerra Mundial va realitzar el servei militar en un hospital militar com a radiòleg i a la seva finalització realitzà el doctorat a Praga el 1918 i un màster posterior a Londres el 1921, ambdós sobre electroquímica. El 1926 fou nomenat professor titular de fisicoquímica a la Universitat de Praga.

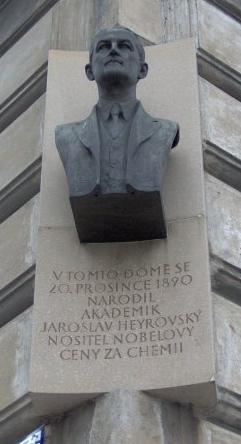
Memorial en honor de Jaroslav Heyrovský a Praga.

Heyrovský morí el 27 de març de 1967 a la seva residència de Praga, en aquells moments capital de Txecoslovàquia.

## Recerca científica
L'any 1920 fou convidat pel professor B. Kucera a estudiar les anomalies de les corbes electrocapilars determinades pel mètode del pes de la gota de mercuri. Les investigacions realitzades sobre les corbes d'intensitat de corrent-tensió li van permetre entreveure molt aviat un nou i prometedor mètode d'anàlisi analític. El 1925 va donar a conèixer un aparell automàtic per al registre d'aquestes corbes, ideat en col·laboració amb el japonès Masuzo Shikata, al que va denominar polarògraf i amb el qual es reduïa la durada de moltes anàlisis electroquímiques.
L'any 1959 fou guardonat amb el Premi Nobel de Química pel descobriment i desenvolupament del mètode analític de polarografia.

## Reconeixements
En honor seu s'anomenà el cràter Heyrovský sobre la superfície de la Lluna i el mineral de la heyrovskyita.